# Stenoporpia lea
Stenoporpia lea là một loài bướm đêm trong họ Geometridae.